# 戴维·巴克斯特
戴维·巴克斯特（英語：David Baxter，1977年3月27日—2010年7月2日），澳大利亚男子田径运动员，主攻短跑。他曾代表澳大利亚参加2002年英联邦运动会田径比赛，获得男子4×100米接力铜牌。